# Martin Olsson (riksantikvarie)
Axel Vilhelm Martin Olsson, född 30 april 1886 i Tensta socken i Uppsala län, död 27 augusti 1981 i Oscars församling i Stockholm, var en svensk konsthistoriker, arkitekturhistoriker och riksantikvarie.

## Biografi
Olsson var son till trädgårdsarkitekten Axel Vilhelm Olsson och Hulda Charlotta Lindquist. Han blev efter studier vid Uppsala universitet filosofie licentiat i konsthistoria 1914 och studerade därefter vid Tekniska högskolan. 1918–1946 var han professor i arkitekturhistoria vid Kungliga Konsthögskolan. Från 1926 till 1947 var han sekreterare i Stockholms skönhetsråd, och 1947 till 1957 ledamot där. Efter att aktivt medverkat till skapandet av Stockholms stadsmuseum var Olsson 1932–1935 chef för dess organisation och 1936–1937 tillförordnad chef för samma museum. Mellan 1946 och 1952 var han riksantikvarie.
Martin Olsson ledde från 1914 till 1922 restaureringen av Riddarholmskyrkan. I samband med detta fick han i uppdrag att författa en komplett beskrivning och historik över kyrkan till bokserien Sveriges kyrkor. Han var från 1920 även ledare för restaureringen av Kalmar slott och utförde från 1922 undersökningar av Stockholms slott och resterna av dess föregångare slottet Tre Kronor. Till följd av det senare blev Olsson utsedd till redaktör för det stora trebandsverket Stockholms slotts historia som utgavs 1940–1941, och i vilket han själv författade avsnittet om Tre Kronor. Han skrev därefter en stor historik om Kalmar slott i fyra delar, utgiven 1944–1965. Olsson ledde 1945–1946 undersökningen av Vasagravarna i Uppsala domkyrka och 1958 undersökningen av Erik XIV:s grav i Västerås domkyrka. Efter sin pensionering skrev han flera arbeten om Djurgårdens historia, där han själv var bosatt.
Olsson invaldes 1949 som ledamot i Kungliga Krigsvetenskapsakademien.